# Each Pearl a Tear
Each Pearl a Tear è un film muto del 1916 diretto da George Melford. Il film, che ha come protagonisti Fannie Ward e Charles Clary, vede il debutto sullo schermo del giovanissimo Ben Alexander: attore bambino (qui aveva cinque anni), intraprese con successo la carriera cinematografica, proseguendola poi anche da adulto.

## Trama
A New York, nel mondo degli affari, uno dei più spietati agenti di borsa è Lorillard. Roger Winston, un suo ex impiegato, gli presenta la figlia Diane. Subito Lorillard si mette a farle la corte, ma la ragazza è già fidanzata con John Clarke, il suo segretario. L'uomo d'affari impresta a Diane una preziosa collana di perle ma, quando Roger gliela restituisce, Lorillard nega di averla avuta indietro. Per il crepacuore, Winston muore e la figlia è costretta a lavorare da Lorillard per ripagare il supposto debito.
John, il fidanzato di Diane, incomincia una pericolosa azione in Borsa il cui scopo è quello di mettere alle strette Lorillard. Ma costui si difende con tutte le sue forze e riduce sul lastrico John. Diane, che ha trovato le perle nell'ufficio di Lorillard, le mette a disposizione del fidanzato: con il loro ricavato, John riesce a promuovere un nuovo attacco che rovescia l'impero finanziario di Lorillard.

## Produzione
Il film fu prodotto dalla Jesse L. Lasky Feature Play Company con il titolo di lavorazione Pearls of Great Price.

## Distribuzione
Il copyright del film, richiesto dalla Jesse L. Lasky Feature Play Co., fu registrato il 23 agosto 1916 con il numero LP8981.
Distribuito dalla Paramount Pictures, uscì nelle sale cinematografiche statunitensi il 31 agosto 1916.
Copia completa della pellicola si trova conservata negli archivi della Library of Congress di Washington.